# Richard Paul
Richard Paul est un acteur américain né le 6 juin 1940 à Los Angeles, Californie (États-Unis), mort le 25 décembre 1998 à Studio City (Californie).

## Filmographie
- 1973 : Emergency +4 (série télévisée) (voix)
- 1975 : Coonskin : Son of Mafia Don (voix)
- 1977 : I Am the Greatest: The Adventures of Muhammad Ali (en) (série télévisée) (voix)
- 1977 : L'Hérétique (L'exorciste II) (Exorcist II: The Heretic) : Man on the Plane
- 1977 : Carter Country (en) (série télévisée) : Mayor Teddy Burnside
- 1978 : Sultan and the Rock Star (TV) : Agent
- 1979 : The Wild Wild West Revisited (TV) : Unknown
- 1980 : One in a Million (en) (série télévisée) : Barton Stone
- 1981 : Shérif, fais moi peur (The Dukes of Hazzard, série TV) : Mr Clyde Amos (Saison 3, épisode 18 : La Bouilloire)
- 1982 : Herbie, the Love Bug (série télévisée) : Bo Phillips
- 1982 : Eating Raoul : M. Cray - Liquor Store Owner
- 1983 : The Man Who Wasn't There (en) : Pudgy Aide
- 1984 : Not for Publication : Troppogrosso
- 1985 : Hail to the Chief : révérend Billy Joe Bickerstaff
- 1986 : Uphill All the Way (en) de Frank Q. Dobbs (en): Thaddeus Dillman
- 1986 : The New Gidget (en) (série télévisée) : Wilton Parmenter (1986-1987)
- 1987 : Project X : Lead Ape
- 1987 : The Princess Academy (en) : Drago
- 1988 : Pass the Ammo : G.W. Wraith
- 1990 : Fall from Grace (TV) : Rev. Jerry Falwell
- 1992 : Bloodfist III: Forced to Fight (en) : Goddard
- 1994 : Beanstalk : Mayor Cecil Boggs
- 1996 : Flirt avec la mort (Mind Games) : Dean Meyer
- 1996 : The Glass Cage : M. Silkerman
- 1996 : Larry Flynt (The People vs. Larry Flynt) : Jerry Falwell
- 2000 : The Independent (en) : Jeffries